# Бобрувко (Вармінсько-Мазурське воєводство)
Бобрувко (пол. Bobrówko, нім. Bubrowko, 1938-45: Biebern in Ostpreußen) — село в Польщі, у гміні Пецки Мронґовського повіту Вармінсько-Мазурського воєводства.
Населення — 107 осіб (2011).

## Демографія
Демографічна структура станом на 31 березня 2011 року:
|          | Загалом | Допрацездатний вік | Працездатний вік | Постпрацездатний вік |
| -------- | ------- | ------------------ | ---------------- | -------------------- |
| Чоловіки | 53      | 13                 | 36               | 4                    |
| Жінки    | 54      | 9                  | 35               | 10                   |
| Разом    | 107     | 22                 | 71               | 14                   |